# Belisana australis
Belisana australis är en spindelart som beskrevs av Huber 200. Belisana australis ingår i släktet Belisana och familjen dallerspindlar. Inga underarter finns listade.